# 하이엑시움모터스
하이엑시움모터스는 대한민국의 수소연료전지 제조사인 두산퓨얼셀의 전기·수소연료전지 버스 제작·판매 자회사이다.

## 역사
2022년 5월, 두산그룹은 수소 상용차 회사인 하이엑시움모터스를 설립하였다. 수소연료전지 제조사 두산퓨얼셀의 미국 법인인 하이엑시움이 100% 출자하여 설립하였으며, 2024년 1월에 두산퓨얼셀이 지분 전량을 인수하였다.

## 제품
11m급 대형 시내버스(저상형)와 광역버스(고상형) 모델이 2025년 상반기 출시될 예정이다.